# Molalla
Molalla é uma cidade localizada no estado norte-americano de Oregon, no Condado de Clackamas.

## Demografia
Segundo o censo norte-americano de 2000, a sua população era de 5647 habitantes.
Em 2006, foi estimada uma população de 7012, um aumento de 1365 (24.2%).

## Geografia
De acordo com o United States Census Bureau tem uma área de
5,0 km², dos quais 5,0 km² cobertos por terra e 0,0 km² cobertos por água. Molalla localiza-se a aproximadamente 75 m acima do nível do mar.

## Localidades na vizinhança
O diagrama seguinte representa as localidades num raio de 20 km ao redor de Molalla.